# テオドリック2世
テオドリック2世 （Theodoric II、生年不詳 - 466年）は、西ゴート王（在位：453年 - 466年）。

## 生涯
彼は実弟フレデリックと謀り、ローマの将軍アエティウスに扇動され、兄トリスムンドを暗殺後王位についた。トゥールーズを都とし、衰退する西ローマ帝国との国境線を確定するため皇帝ウァレンティニアヌス3世と同盟し、ローマとの境界では好戦的に戦いを繰り返した。
さらに彼は、ローマ帝国やその同盟国（トゥールーズの西ゴート王国も同様）において農村を追われ本物のゲリラと化し、農村部の貧困層や取り残された社会階層の人々で構成されたバガウダエ（bacaudae）と戦った。453年から454年にかけ、バガウダエの敵意は極端に皇帝ウァレンティニアヌス3世に向けられた。反乱軍と戦うためのテオドリック2世遠征軍を皇帝が組織させたからである。ローマと西ゴート連合軍は、数ヶ月間でバガウダエたちを完全に粉砕するほどの残酷さで勝利した。
455年、ウァレンティニアヌス3世の没後に皇帝となったペトロニウス・マクシムスが殺害されると、ゴート族のテオドリック2世は独自に皇帝アウィトゥスをたてた。
しかしテオドリック2世が皇位継承に注目している間、一方でスエビ族の王レキアリウス（en）がイベリア半島北西部に定住し、ゴート族の領土権の主張を確認しないまま戦争を始めた。そしてスエビ族はヒスパニア・バエティカ、ヒスパニア・カルタギネンシス、ヒスパニア・タッラコネンシスへ攻撃した。
456年、テオドリック2世は、自らの義兄弟で同盟国である、ゴンドリック王とキルペリック1世率いるブルグント族の大軍を集めた。スエビ族はアストルガ近くのオルビゴ川まで退却した。戦いは西ゴートの圧倒的な勝利だった。数ヶ月間イベリア半島中を追跡し、ゴートの王たちはレキアリウスを捕らえ、王の恩赦を得られなかったレキアリウスは456年12月に処刑された。
スエビ族の王座には、テオドリック2世はアイウルフをたてた。抵抗するカンタブリア人、ヴァスコン人と戦って国境を守るための軍を与え総督としたのである。もちろん、ガラエキアの小さなスエビ族の王国の国境線を制限しなかった。しかし彼の継続的な不法行為によって内戦と混乱の時代が始まり、スエビ族とヒスパノ・ローマ人との戦争を引き起こした。
457年、西ローマ皇帝アウィトゥスがゲルマン人の将軍リキメロスによって追放された。ゴート王はリキメロスがたてたマヨリアヌスを新しい皇帝として認めなかった。このため、テオドリック2世はトゥールーズの北へ王国を拡大しようとした。しかしローマ軍団の将軍であったマヨリアヌスは西ゴート軍を退け、ゴート族の都市アルルを征服し、和平を結ばせた。平和な時期は3年続いた。
王国の北で、アエギディウスというローマ人の将軍がフランク族の副王を称し、西ゴート軍との戦いを始めた。アエギディウスは王弟フレデリックを殺害した。西ゴート王は、フランク王国との国境をロワール川とする和平に同意しなければならなかった。
フランク族との協定は、リキメロスと新たな傀儡皇帝リビウス・セウェルスとの交渉に影響した。この協定を西ゴート貴族、特に生き残っていた王弟エウリックは歓迎しなかった。貴族たちは、衰退する帝国との交渉には何も中身がないとみなした。エウリックはテオドリック2世を排除しようとする貴族と同盟して466年に兄を暗殺し、自らが王位についた。